# Романия (защитена местност)
Вижте пояснителната страница за други значения на Романия.
Романия е защитена местност в България, разположена е непосредствено до село Рашково, община Ботевград. Площта ѝ е 0,1 хектара.
На 27 май 1975 г. е обявена за историческа местност, лобно място на 13 руски войници загинали през Руско-турската война от 1877 – 1878 г. Има паметна плоча.
Целта на обявяване е опазване на територия с характерен ландшафт, който е резултат на хармонично съжителство на човека и природата. През 2003 г. е прекатегоризирана в защитена местност.
В защитената местност се забранява:
- сеченето, кастренето и повреждането на дърветата, а също така и изкореняването на всякакви растения;
- пашата на добитък през всяко време;
- преследването на диви животни, птици и техните малки и развалянето на гнездата или леговищата им;
- разкриването на кариери за всякакви инертни и други материали, увреждането или изменението на естествения облик на местността, включително и на водните течения;
- чупенето, драскането и повреждането по какъвто и да е начин на скалните и земни образувания, на сталактитите и други формации в пещерите;
- извеждането на интензивни и голи главни сечи;
- всякакво строителство.[1]

Разрешава се извеждането на санитарна сеч и отсичането на престарели и с влошени декоративни качества дървета.